# Чибис, Андрей Владимирович
Андре́й Влади́мирович Чи́бис (род. 19 марта 1979, Чебоксары, СССР) — российский государственный и политический деятель. Губернатор Мурманской области с 27 сентября 2019 (врио 21 марта — 27 сентября 2019). Секретарь мурманского регионального отделения партии «Единая Россия» с 15 ноября 2019 года. Кандидат юридических наук (2006).
Заместитель министра строительства и жилищно-коммунального хозяйства Российской Федерации (2013—2019), Главный государственный жилищный инспектор Российской Федерации (2014—2019).

## Биография

### Происхождение
Родился 19 марта 1979 года в городе Чебоксары Чувашской АССР в семье Владимира Александровича Чибиса, заместителя генерального директора Чебоксарского производственного объединения имени В. И. Чапаева. Мать — преподаватель в местной средней школе. С родителями жил в Чапаевском посёлке на улице Кирова. У Андрея Чибиса также есть сестра Татьяна.
В школе учился хорошо; после окончания чебоксарского лицея № 1 в 1996 году поступил на юридический факультет Чебоксарского кооперативного института (филиала) Московского университета потребительской кооперации, который закончил в 2001 году.
В 1996 году был зарегистрирован в качестве индивидуального предпринимателя. Во время учёбы в институте женился на студентке того же института Евгении Владимировне Романовой, падчерице совладельца и генерального директора ОАО «Электроприбор» Г. В. Медведева. Будучи студентом, с 1999 по 2001 год работал юрисконсультом Государственного унитарного дочернего предприятия «Телец» ФГУП «Чебоксарского ПО им. В.И. Чапаева».
В 2000 году в Чебоксарах вместе с сестрой Татьяной и женой был в числе учредителей ООО «Гарант-Консалтинг», специализирующегося на аудите и оценке недвижимости; привлекался к работе при создании АО «Ипотечная корпорация Чувашской Республики». С 2001 по 2002 год — аспирант Чебоксарского кооперативного института. В ноябре 2002 года был включён в состав соучредителей Регионального отделения Общественной организации «Российская ассоциация развития малого и среднего предпринимательства» — Чувашской ассоциации развития малого и среднего предпринимательства. С 2002 по 2004 год значился адвокатом Воронежской межтерриториальной коллегии адвокатов.
Обучался на первом потоке «Школы губернаторов» в Институте «Высшая школа государственного управления» РАНХиГС. В 2004 году прошёл обучение в Чувашском государственном университете имени И. Н. Ульянова по программе подготовки управленческих кадров для организаций народного хозяйства Российской Федерации.

### Рязань — Чебоксары
В 2004 году Чибис был приглашён в Рязань в команде с бывшим мэром города Чебоксары Анатолием Игумновым для участия в избирательной кампании кандидата на должность Губернатора Рязанской области Георгия Шпака в качестве юриста его избирательного штаба. После победы Георгия Шпака на выборах Анатолий Игумнов был назначен помощником губернатора Рязанской области, а Андрей Чибис получил должность советника губернатора Рязанской области по юридическим вопросам. Итоги выборов пытался оспорить проигравший кандидат в губернаторы Игорь Морозов, утверждавший, что команда Шпака во время губернаторских выборов использовала «чёрную кассу». В интервью газете «Коммерсант» Андрей Чибис заявил, что вместо того, чтобы предоставлять документы в суд, Игорь Морозов демонстрирует их «широкой общественности», что «подтверждает версию о том, что это исключительно игра и создание информповода в период избирательной кампании в Рязанскую облдуму». В дальнейшем Чибис был свидетелем на суде, который исследовал расписку о получении Чибисом средств на нужды, связанные с работой на выборах. В суде Чибис заявил, что расписку на всякий случай написал заранее, а денег фактически не получал; подчеркивал, что за свою работу в избирательном штабе денег от Георгия Шпака не получал — ему было интересно работать «с точки зрения опыта и повышения имиджа».
В Рязани Чибис участвовал в создании ОАО «Рязанская ипотечная корпорация», был председателем совета директоров корпорации. Одновременно Андрей Чибис числился помощником депутата Государственной думы Павла Семёнова. В 2005 году как советник губернатора курировал вопросы выборов в Рязанскую областную думу; входил в команду, представлявшую интересы Михаила Бабича, считавшегося главным финансистом и организатором победы Георгия Шпака во втором туре выборов 2004 года. В 2005 году участвовал в политической кампании по утверждению Анатолия Игумнова в должности мэра города Рязани, однако депутаты Городского совета Рязани отказались поддержать предлагаемую кандидатуру; при этом многие депутаты горсовета заявили об «угрозах» со стороны Чибиса за отказ поддержать Игумнова. Чибис написал заявление об отставке, и 12 августа 2005 года был уволен с должности советника губернатора Рязанской области; в дальнейшем вернулся в Чебоксары.
В 2005 году Чибис в Чебоксарах возглавил избирательную кампанию Анатолия Игумнова как кандидата на пост мэра Чебоксар. В процессе предвыборной борьбы Игумнов снял свою кандидатуру, и впоследствии был назначен заместителем министра градостроительства и развития общественной инфраструктуры Чувашской Республики; а Андрей Чибис в 2005 году был назначен на должность начальника созданного под него Экспертного отдела в Администрации Президента Чувашской Республики, возглавляемом Энвером Аблякимовым. В 2006 году после защиты в Волгоградской академии МВД России диссертации по теме «Договор теплоснабжения в российском гражданском праве» становится кандидатом юридических наук; диссертация была выполнена на кафедре гражданского права и процесса Академии права и управления ФСИН.

### 2006—2013
В 2006 году принят на должность начальника отдела сопровождения национального проекта «Доступное жилье» Минрегионразвития России; с 2007 года значится начальником Управления развития рынка доступного жилья Федерального агентства по строительству и жилищно-коммунальному хозяйству. Во время работы в Минрегионе был назначен ответственным за разработку Долгосрочной стратегии массового строительства жилья.
С 2008 по 2011 год А. В. Чибис — председатель Совета директоров, член Правления, директор по правовым и корпоративным вопросам ОАО «Российские коммунальные системы» (РКС); в его зону ответственности входил юридический блок компании. С июня 2009 года в Некоммерческой организации «Национальный союз водоканалов» в должности вице-президента ассоциации.
В мае 2011 года назначен на должность исполнительного директора Некоммерческого фонда «Института социально-экономических и политических исследований» (ИСЭПИ), председателем Совета директоров которого стал член Совета Федерации от Чувашской Республики Николай Фёдоров. В августе 2011 года возглавил Некоммерческое партнерство «ЖКХ Развитие». С 2012 по 2013 год — президент и совладелец ООО «ЖКХ-Девелопмент» (Москва).
С августа 2012 по 2014 год значился членом Экспертного совета при Правительстве России, в котором руководил Рабочей группой по развитию ЖКХ; на этой должности взаимодействовал с аппаратом Правительства России и с курирующим отрасль вице-премьером Дмитрием Козаком.

### Работа в Минстрое России
С 6 декабря 2013 года по 21 марта 2019 года Чибис занимал должность заместителя министра Министерства строительства и жилищно-коммунального хозяйства, в котором отвечал за ЖКХ; с 12 сентября 2014 год одновременно был в должности главного государственного жилищного инспектора Российской Федерации.
В 2016 году Чибис возглавил проект «Формирование комфортной городской среды». В ноябре 2018 года Андрей Чибис, руководивший проектом «Умный город», был назначен «цифровым замминистра» — заместителем главы Минстроя России, ответственным за цифровое развитие. С декабря 2015 года — член Бюро Комитета по жилищному хозяйству и землепользованию Европейской экономической Комиссии ООН.
В Минстрое России курировал разработку Стратегии развития жилищно-коммунального хозяйства Российской Федерации на период до 2020 года, вопросы создания «комфортной городской среды». С ноября 2018 года отвечал в ведомстве за вопросы цифровизации городского хозяйства, а также за обеспечение бесперебойного хозяйственно-бытового и питьевого водоснабжения Крыма и Севастополя.

## Губернатор Мурманской области
21 марта 2019 года указом Президента России назначен временно исполняющим обязанности Губернатора Мурманской области. 9 апреля 2019 года сообщил, что собирается стать кандидатом в губернаторы Мурманской области на выборах в 2019 году. В Единый день голосования, 8 сентября 2019 года, с результатом 60,07 % в первом туре выборов Губернатора Мурманской области он одержал победу. Срок его полномочий завершится в сентябре 2024 года.
27 сентября 2019 года губернатор области А. Чибис подписал постановление о назначении К. К. Долгова представителем от исполнительного органа государственной власти региона в Совете Федерации. В ноябре 2019 года возглавил региональное отделение партии «Единая Россия» в Мурманской области.
В 2021 году сыграл самого себя в телесериале «Везёт», который снимался в Мурманской области.

### Покушение 4 апреля 2024 года
4 апреля 2024 года на Андрея Чибиса было совершено покушение после его встречи с жителями Апатитов. На выходе из здания ДК «Строителей» Чибиса ранил ножом 42-летний местный житель Александр Быданов, которого задержали на месте. Преступник объяснил, что напасть на губернатора ему приказал «голос в голове». Вскоре Чибису была оказана медицинская помощь — он был прооперирован в Апатитско-Кировской центральной городской больнице («выполнена лапаротомия, ревизия, гемостаз»). Через некоторое время губернатор записал видеобращение, в котором сообщил, что операция прошла успешно. 12 апреля Чибис был выписан из больницы. 18 апреля вернулся к исполнению своих обязанностей.
Нападение на Чибиса стало первым покушением на главу российского региона с июня 2009 года, когда было совершено покушение на Главу Ингушетии Юнус-Бека Евкурова.

## Награды и чины
- Орден Дружбы (2023)[34];
- Благодарность Правительства Российской Федерации (2013) — за достигнутые трудовые успехи и многолетнюю добросовестную работу[35];
- Почётный знак Министерства строительства и жилищно-коммунального хозяйства Российской Федерации[36];
- Орден «За заслуги перед Московской областью» III степени (2017)[37];
- Действительный государственный советник Российской Федерации 3 класса[36];
- Лауреат премии «Лучший юрист в группе компаний «Ренова» (2010) — корпоративная награда группы компаний «Ренова»[38];
- Звание «Литературный губернатор России», присуждено Союзом писателей России в 2022 году[39].

## Семья и имущество

### Семья
Андрей Чибис женат, воспитывает двоих детей — дочь и сына (2015 г. р.).  Жена — Евгения Владимировна Чибис — кандидат экономических наук, экономист и юрист; работает в области бухгалтерского учёта, аудита и бизнес-консалтинга. Евгения Чибис (в девичестве Романова) — падчерица Геннадия Медведева, бывшего совладельца и руководителя (1994—2010) ОАО «Электроприбор», до 1980 года работавшего вместе с отцом Андрея Чибиса в Чебоксарском ПО имени В. И. Чапаева в должности инженера-технолога. Семья живет в Мурманске (с 2019).
В 2019 году дочь Елизавета поступила в детскую театральную школу в Мурманске (отделение «Основы актёрского мастерства и режиссуры»). Любит историю и обществознание. 29 июля 2022 года подала документы в МГУ им. М. В. Ломоносова на факультет «Глобальные процессы и дипломатия».
Отец — Чибис Владимир Александрович — бывший заместитель генерального директора Чебоксарского производственного объединения имени В. И. Чапаева, до 2019 года владел ООО «Кадровый ресурс» (Чебоксары). Сестра Андрея Чибиса — Татьяна Владимировна Кретова — числится учредителем десятка компаний, среди которых: ООО «Регион Девелопмент» (аудит), ООО «ЖКХ-Девелопмент» (занимается изысканиями в сфере обращения отходов), ООО «Гарант-Консалтинг» (бухгалтерский учет; владеет ООО «Сибгазстрой» (строительство инженерных сетей)).

### Декларированное имущество
Общая сумма декларированного дохода за 2017 год составила 2 млн 573 тыс. рублей, супруги — 35 млн 580 тыс. рублей. Доходы Андрея Чибиса за 2018 год превысили 16 млн рублей, большую часть средств получил от продажи недвижимости — 13,3 млн рублей. Вместе с женой Чибис владеет домом (таунхаусом) на побережье Коста-Дорада в Испании площадью 176 м²; имеются также две квартиры на 133 м² и 76,2 м²; в распоряжении Чибиса два автомобиля Porsche Cayenne и Mercedes-Benz, а также снегоход и снегоболотоход. Доход супруги Чибиса (Евгении) за 2018 год превысил 1,6 млн рублей; ей принадлежит квартира площадью 107,5 м², жилое помещение 139,5 м² и три машиноместа.
Вся недвижимость и автомобили приобретены ещё до перехода на госслужбу — в период работы в холдинге «Российские коммунальные системы», где Чибис в течение 4 лет возглавлял юридический блок.

## Убеждения
Андрей Чибис сторонник ужесточения ответственности за несвоевременную оплату ЖКУ: «Также предусматривается ужесточение ответственности за несвоевременную оплату, в том числе и потребителем услуги. Сегодня он платит 1/300 ставки рефинансирования, это копейки. Мы проводили анализ: сегодня большинство должников — люди состоятельные, а самые лучшие плательщики — это как раз пенсионеры, самые небогатые с точки зрения доходов, но самые ответственные с точки зрения платежей. И они оплачивают за своих соседей».

## Санкции
30 ноября 2022 года, из-за вторжения России на Украину, внесён в санкционные списки Великобритании, в частности за участие в мобилизации военных резервистов в Мурманской области.
16 декабря 2022 года, внесён в санкционный список стран Евросоюза за поддержку и реализации политики, подрывающую территориальную целостность, суверенитет и независимость Украины. Евросоюз отмечает что Андрей Чибис участвует «в незаконной перевозке украинских детей в Россию и их усыновление русскими семьи, при этом действия Андрея Чибиса нарушают права украинских детей и украинского права».
24 февраля 2023 года Госдепом США включён  в санкционный список лиц причастных к «осуществлению российских операций и агрессии в отношении Украины, а также к незаконному управлению оккупированными украинскими территориями в интересах РФ», в частности за «призыв граждан на войну в Украине».
1 апреля 2023 года внесён в санкционный список Украины за поддержку признания подконтрольных России ДНР и ЛНР и причастность «к нелегальному вывозу украинских детей в Россию и их усыновлению российскими семьями»
По аналогичным основаниям находится в санкционных списках Швейцарии, Австралии и Новой Зеландии.

## Критика и оценки
Отмечается, что Андрей Чибис, начинавший свою карьеру в команде первого президента Чувашии Николая Фёдорова, считается креатурой российского предпринимателя Виктора Вексельберга.
Со слов бывшего председателя Кабинета министров Чувашской Республики Энвера Аблякимова: «Андрея Чибиса смело можно назвать self-made man, или человеком, который сделал себя сам <...>. Еще до окончания Московского университета потребительской кооперации он учредил консалтинговую фирму. В Чувашии мы его привлекли к созданию ипотечной корпорации. Позже этот опыт был востребован в Рязанской области, где Андрей стал советником тогдашнего губернатора <...> Шпака. <...> Чибис со своими организаторскими способностями засветился. Он был назначен на должность руководителя экспертного отдела в администрации президента республики. Правда, его аналитические справки с зачастую нелицеприятными экономическими и политическими выводами не вызывали восторга у тогдашнего премьер-министра Сергея Гапликова. Андрею пришлось уйти, но и в Москве у него сложилась блестящая карьера». По мнению чебоксарского журналиста Александра Белова «Это редкий случай, когда молодой человек с потенциалом и без протекции наверху сумел пройти такой служебный путь».
По мнению политтехнолога Константина Костина, «Чибис обладает прекрасным управленческим опытом на федеральном уровне, кроме того, у него есть необходимая поддержка главы государства. Главное, что есть у Чибиса — это отсутствие антирейтинга». Российский политолог Михаил Виноградов отмечал, что на пользу Чибису играет факт знакомства с другими выпускниками программы подготовки президентского резерва: «Также это будет полезно для лоббирования интересов Мурманской области на федеральном уровне». Руководитель агентства «Социальные коммуникации», политтехнолог Илья Паймушкин выразил мнение, что «Чибис представляет современный тип молодого, но высококвалифицированного специалиста федерального уровня. В работе он предпочитает открытость».
Руководитель чувашского отделения партии «Патриоты России» Владислав Солдатов отмечал: «Чибис — пиарщик, умеет красиво говорить, красиво преподносить», но «он больше теоретик, чем практик, на хозяйстве не был».
По мнению члена комитетов ТПП РФ по предпринимательству в сфере ЖКХ и экономики недвижимости Юрия Павленкова «Вся политика Чибиса нацелена на то, чтобы обеспечить интересы узкого олигархического круга. И всё остальное заточено именно под эту цель». Президент Ассоциации строителей России Николай Кошман отмечал, что Минстрою России не хватает профессионалов, и одним из тех, кого Н. Кошман считает «непрофессионалом», называл заместителя министра по ЖКХ Андрея Чибиса.
Политолог, директор центра политологических исследований при Финансовом университете при Правительстве Российской Федерации Павел Салин: «Чибис — это очередное пополнение в ряду технократов. Но это немного иной подтип молодого технократа по сравнению с теми назначениями, которые проводились в прошлые год. Это управленцы, которые на 60–70% — чиновники, на 30–40% — бизнесмены, но бизнесмены особого типа. Это бизнесмены-бюрократы, которые должны при распределении прибыли придерживаться государственнического подхода, а при исполнении социальных обязательств — бизнес-подхода, но таким образом, чтобы это не спровоцировало социальную напряженность в регионе, иначе спросят в Москве, это под их ответственность»
Первый заместитель председателя Совета Федерации Андрей Турчак: «Та погруженность и владение предметом, которые он (Чибис) показал, говорит о том, что он переживает за будущее региона и жителей, пропускает ситуацию через себя. И только так нужно подходить, по-другому просто не получится»